# Wang Nan
Dans ce nom chinois, le nom de famille, Wang, précède le nom personnel Nan.
Pour les articles homonymes, voir Wang (patronyme).
Wang Nan (en chinois : 王楠 ; pinyin : Wáng Nán) née le 23 octobre 1978 à Fushun, est une joueuse de tennis de table chinoise. Elle a été championne olympique en simple, en double et par équipe.

## Biographie
En 1994, Wang Nan remporté le titres simple dames à l'Open de Suède. L'année suivante, elle est sélectionnée en équipe nationale et commence à représenter la Chine lors des compétitions importantes comme les Championnats du monde de tennis de table, Women's World Cup de tennis de table et les Jeux olympiques. De 1997 à 1998, elle remporte la Women's World Cup de tennis de table à deux reprises, ainsi que l'Open américain et l'Open de Chine. En 1998, lors des Jeux asiatiques à Bangkok, Wang remporte quatre médailles d'or: simples, doubles, doubles mixtes et par équipe femmes. À la fin de 1998, elle remporte le ITTF Pro Tour. 
En 1999, elle remporte la médaille d'or aux Championnats du monde de tennis de table et le ITTF Pro Tour tant en simple qu'en double. Elle devient la no 1 mondial dans la même année. Aux Jeux olympiques d'été de 2000 à Sydney, elle remporte deux médailles d'or en simple et en double. 
Toutefois, dans les Jeux asiatiques de 2002 à Busan, elle perd deux finales en simple et dans la compétition par équipes féminines, ne remportant aucune médaille d'or. Beaucoup de gens critiquent son attitude et constatent qu'elle était inactive et manquant de confiance. Beaucoup de rumeurs affirme qu'elle va se retirer parce que ses compétences ont été épuisés et qu'elle ne peut plus rivaliser sur la scène mondiale. 
Pour la quatrième fois de sa carrière, elle représente son pays lors des championnats du monde à Paris. Elle remporte trois médailles d'or en simple, double et double mixte. pour la troisième fois consécutive, elle remporte les deux simples et doubles, record qui sera difficile à battre à l'avenir. Avant le début du concours, peu de gens s'attendaient à une telle réussite, mais ses trois médailles d'or prouvent qu'elle est toujours l'une des meilleures joueuses au monde. 
Lors des Jeux olympiques de 2004, Wang Nan ne réussit pas à conserver son titre individuel. Elle remporte toutefois un nouveau titre olympique avec la victoire en double dames avec Zhang Yining. 
Quatre ans plus tard, aux Jeux olympiques de 2008, elle participe à sa deuxième finale olympique du simple. Elle échoue face à sa compatriote Zhang Yining, tenante du titre olympique, sur le score de quatre sets à un, 8-11, 13-11, 11-8, 11-8, 11-3. Elle remporte une nouvelle médaille d'or dans la compétition par équipe.
Elle est numéro huit mondial en 2009 d'après le classement mondial ITTF de la Fédération internationale de tennis de table (ITTF).
Wang Nan est élue au Temple de la renommée du tennis de table en 2003.

## Palmarès
jeux olympiques d'été
- Médaille d'or en simple aux jeux Olympiques de 2000 à Sydney,  Australie
- Médaille d'or en double aux jeux Olympiques de 2000
- Médaille d'or en double aux jeux Olympiques de 2004 à Athènes,  Grèce
- Médaille d'or par équipe aux jeux Olympiques de 2008 à Pékin,  Chine
- Médaille d'argent en simple aux jeux Olympiques de 2008

Championnats du monde
- Médaille d'or aux Championnats du monde 1999 à Eindhoven
- Médaille d'or en double aux Championnats du monde 1999 à Eindhoven
- Médaille d'or aux Championnats du monde 2001 à Osaka
- Médaille d'or en double aux Championnats du monde 2001 à Osaka
- Médaille d'or aux Championnats du monde 2003 à Paris
- Médaille en double d'or aux Championnats du monde 2003 à Paris
- Médaille en double mixte d'or aux Championnats du monde 2003 à Paris
- Médaille en double d'or aux Championnats du monde 2005 à Shanghai
- Médaille en double d'or aux Championnats du monde 2007 à Zagreb
- Médaille d'argent aux Championnats du monde 1997 à Manchester
- Médaille d'argent en double aux Championnats du monde 1997 à Manchester
- Médaille d'argent en double aux Championnats du monde 2007 à Zagreb
- Médaille de bronze en double mixte aux Championnats du monde 1997 à Manchester
- Médaille de bronze en double mixte aux Championnats du monde 1999 à Eindhoven